# 戴蒙·希爾
戴蒙·格雷厄姆·德佛羅斯·希爾，OBE（英語：Damon Graham Devereux Hill，1960年9月17日—），英國賽車手，一屆一级方程式世界车手冠军。他與他的父親格拉罕·希尔是一級方程式史上第一對父子檔的世界冠軍。

## 早年
相對於其他與他在賽道上競爭的對手，戴蒙·希爾可能是最早接觸F1賽車的一位——他是傳奇性的F1賽車手、兩度F1世界冠軍格拉罕·希爾（Graham Hill）的兒子，因此打從他還在襁褓中，就與F1脫離不了關係，但也因這盛名拖累他在整個參賽F1的生涯過程中，都一直脫離不了被拿來與自己父親比較的陰影。1960年9月17日生於英國倫敦，戴蒙是格拉罕·希爾與貝蒂·希爾（Bette Hill）唯一的兒子，除此之外家中還有兩個姐妹，布麗姬（Brigitte）與莎曼莎（Samantha）。戴蒙2歲時，他的父親第一次拿到世界冠軍的頭銜，從小他就是在一些他稱為父執輩的世界一流車手圍繞中長大，例如史特靈·莫斯（Stirling Moss）、吉姆·克拉克（Jim Clark），約翰·瑟提（John Surtees）與傑奇·史都華（Jackie Stewart）等人，都是與他父親格拉罕非常友好的車手。賽車場對他來說並不是非常稀奇的事物，也因此，幼年時的戴蒙·希爾對四輪賽車的興趣不是很大，對他來說這一切都是大人們無聊的生意事。迥異於大部分F1車手都是從（Go-Kart）起家的過程，希爾對於速度的渴望，反而是從二輪的摩托車上開始的。
戴蒙在11歲時，從他父親手上收到他生平第一輛屬於自己的車，一輛本田（Honda）的50cc.小型摩托車。不過，希爾家族快樂而又顯貴的生活，在他15歲時因為一場空難結束。1975年，他父親所駕駛的派伯阿茲特克（Piper Aztec）雙螺旋槳飛機在不良天候中墜毀，連同駕駛本人，總共有五名同屬希爾車隊（Embassy Hill Racing）的成員在那場空難中喪生，車隊的運作也旋即告終。貝蒂·希爾為了打保險理賠官司耗盡了家中剩餘的存款，使得一家人的生活頓時陷入困境。

## 职业生涯

### 從二輪到四輪

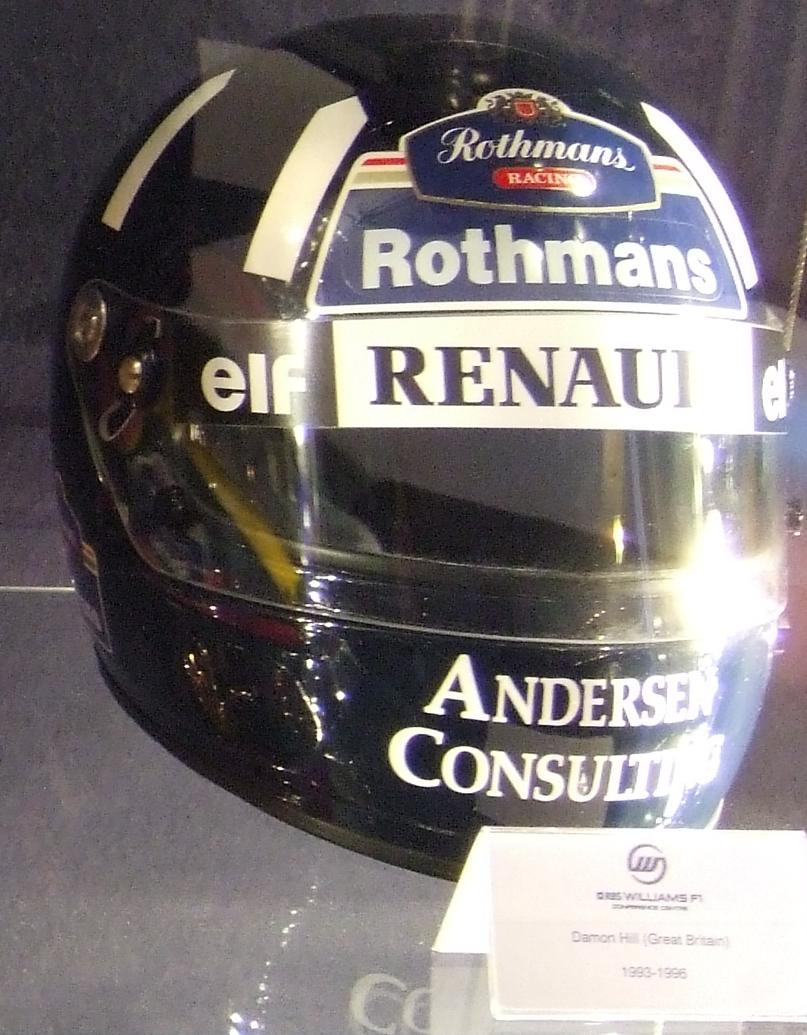
希尔的头盔

戴蒙在學校中主修英文、歷史、經濟學與商業管理學，為了負擔自己的學業，他在閒暇時以打零工或當摩托車快遞員的方式補貼家用。1981年起他開始嘗試參加摩托車競賽，但因為經費有限，能投入的程度不高，1984年時他選擇專攻在著名的布蘭茲·哈奇賽道（Brands Hatch）舉辦的各項摩托車賽，靠著他的山葉（Yamaha）摩托車拿下超過40項的單場冠軍，被譽稱為「布蘭茲的冠軍」（Champion of Brands）。同年他從半途起參加英國當地的福特方程式賽車（Formula Ford）1600cc.組，作為他對四輪賽車的初步嘗試，小有成就地拿到一場單場冠軍並且在閉幕賽的福特方程式節（Formula Ford Festival）中拿到第五，被選為該賽季的最佳新人（雖然以24歲的年紀來說，他可以被稱作是高齡新人）。也因為這表現，1985年時他拿到全額贊助，得以全程參與該年度的所有比賽。
與希爾一同參加1985年度福特方程式賽車的競爭車手，有好幾位在日後都成為F1車手，包括馬克·布朗戴爾（Mark Blundell），強尼·赫伯（Johnny Herbert），與伯特蘭·加蕭（Bertrand Gachot）。在那年中代表埃索（Esso）車隊出賽的希爾拿下六站分站冠軍與年度總排名的季軍，雖然依照一般的升級程序，希爾應該在隔年參加更高一級的福特方程式2000cc。組別才對，但他卻跳級直接進軍全國性的英國三級方程式錦標賽（British Formula 3 Championship）。這冒險的舉動造成不大好的後果，遭遇到一些贊助上的困難，他在1986年只拿到全年第九名，1987年獲得兩站單場冠軍與年度第五名，1988年則是稍微進步到年度季軍。
在F3賽事裡掙扎了三年之後，希爾渴望能夠晉升到跨國性的歐洲方程式3000錦標賽（European Formula 3000 Championship），但卻找不到足夠的贊助湊不齊高達7萬英鎊的參賽預算。1989年時他娶了交往多年的女友喬琪（Georgie），並且在那一年中接受了一些以場計酬的零星車手位置，分別在英國方程式3000、利曼24小时耐力赛與英國房車錦標賽（British Touring Cars Championships，BTCC）中出賽過。他真正突破困境的關鍵點應該是日本F3000車隊福沃克（Footwork）僱用他參加了國際方程式3000（International F3000）系列賽的幾個分站，雖然該車隊的賽車性能很糟，但希爾仍盡力地讓車隊通過每分站的計時賽。他突出的表現替自己掙得隔年賽季在中橋車隊（Team Middlebridge）的車手資格，曾在1990年的國際F3000系列賽中拿到連續三站的起跑竿位，可惜的是因為車輛的穩定性不佳，除了在布蘭茲·哈奇拿下過分站第二外，全年度只能以第13名作收。

### 一级方程式
1991年，由於賽車性能上的劣勢，希爾的表現比前一年更差。然而，他在場上的表現引起威廉士車隊的老闆佛蘭克·威廉士（Frank Williams）的注意，向來以敢大膽採用新人（與斷然拋棄老車手）而出名的威廉姆斯僱用希爾代替馬克·布朗戴爾，成為威廉姆斯車隊的試車手，同时希尔继续参加F3000系列赛事。事實上，縱使後來他拿到世界冠軍頭銜，在F1場上希爾之所以為人所樂道，並不是因為他是一個技術高超的冠軍車手，而是因為他在擔任試車手、幫助工程人員開發賽車的天賦上，有非常突出的表現。他曾參與開發的賽車替奈吉爾·文素（Nigel Mansell）、亞倫·保魯斯（Alain Prost）等人掙得年度冠軍，創下兩年內接近29,000公里測試里程的驚人紀錄，也與許多幕後的工作人員關係良好，例如當時效力於威廉姆斯車隊、後來又替麥拉輪車隊（McLaren）設計出冠軍賽車的F1場上頭號空氣力學鬼才艾崔恩·紐威（Adrian Newey）就與希爾交情匪淺。

#### 进军F1——巴拉汉姆（1992年）

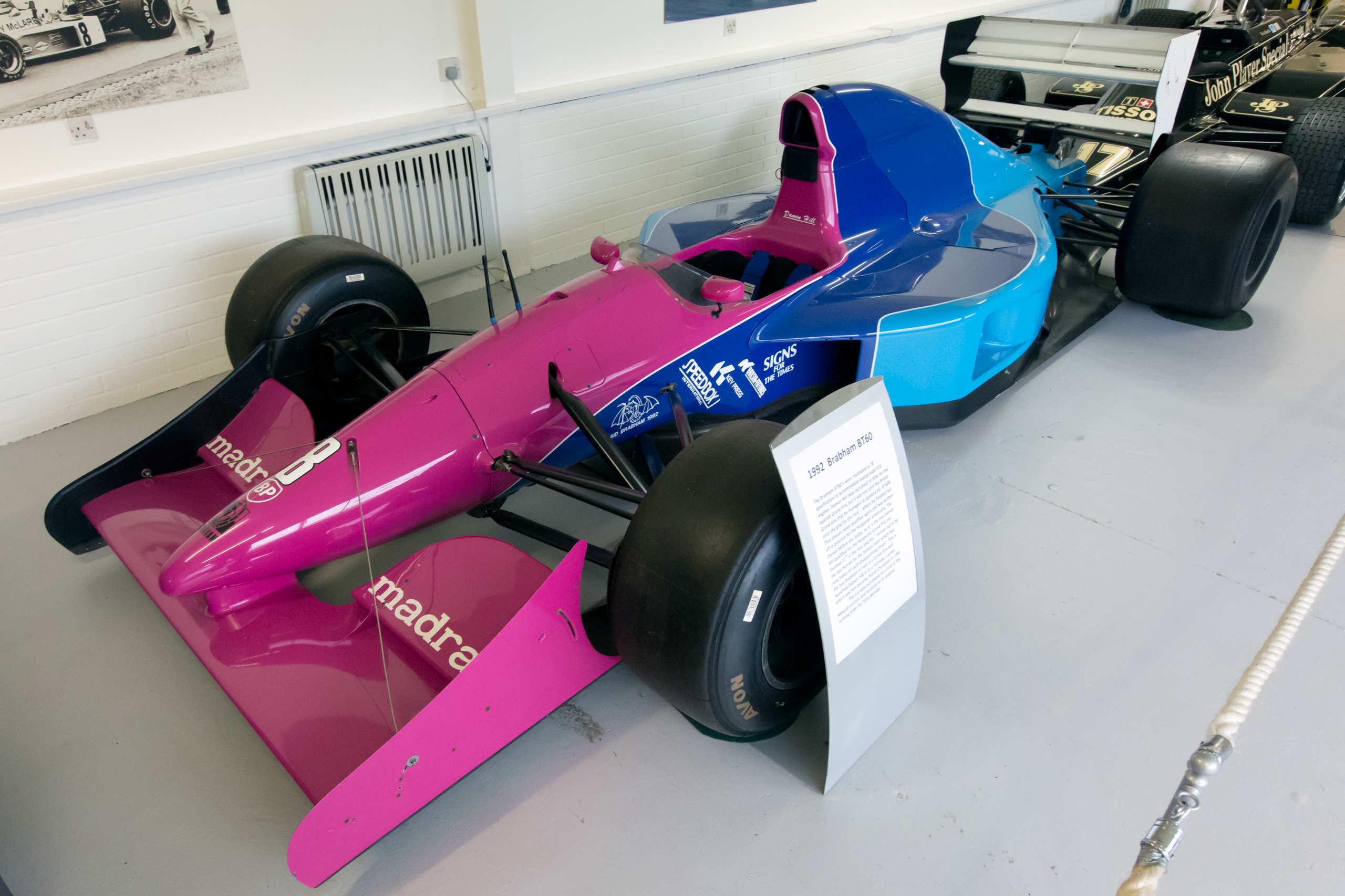
希爾在1992年賽季替布拉罕車隊出戰時所使用的布拉罕BT60賽車。收藏於唐寧頓大獎賽展示館中。

1992年時，由於希尔身為一線車隊試車手的身份，而他父親的老東家布拉罕車隊正面临严重的财政困难，已是江河日下，但又急需需找一位車手。因為成績紀錄不多價碼高不起來、而個性上也不愛抱怨太多的希爾，自然就成為該隊借將的適當對象。1992年賽季第九站的英國大獎賽是希爾生平第一次以車手身份參與F1，雖然在場上看著曼塞尔駕駛著他參與開發的威廉姆斯賽車超越自己揚長而去（曼塞尔在那年霸佔了16站中9站的冠軍）有點不是滋味，但希爾仍然很盡職地讓完全沒有競爭力的布拉罕賽車完賽得到第16名。稍後，在第11站的匈牙利大獎賽中，希爾順利通過計時初賽並且以第11名的成績完賽——那場比賽是布拉罕車隊最後一次參賽，曾經逐鹿F1場上紅極一時的布拉罕車隊，在載浮載沈了30年整之後，在那天正式鞠躬下台，還是菜鳥車手身份的希爾，也非常諷刺地成為該車隊的末代車手。

#### 世界之巅——威廉姆斯（1993年–1996年）
1993赛季

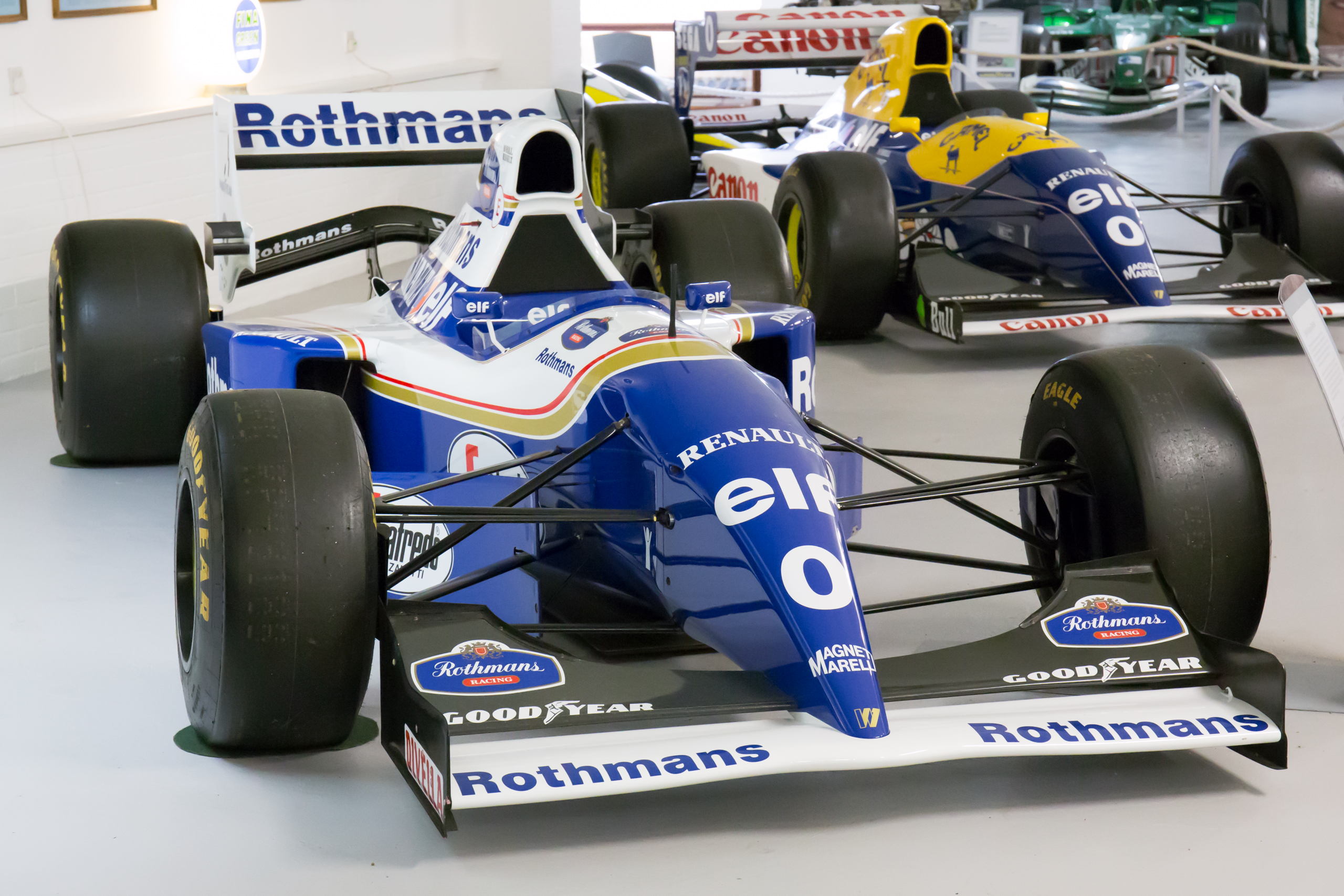
展示在英國唐寧頓大獎賽展示館中，曾由希爾所駕駛的威廉士威廉士－雷諾FW16（1994年賽季）與威廉士－雷諾FW15（後排，1993年賽季）賽車。希爾是F1史上兩個僅有、曾經使用零號車身編號的車手之一，也是唯一一個使用零號車號兩次的F1車手。

1993年賽季，佛蘭克·威廉姆斯網羅了綽號「教授」的前任F1世界冠軍亞倫·保魯斯到該車隊，在一山不容二虎的情勢下曼塞尔掛冠求去到美國參加印地賽車（IndyCar），也因此希爾幸運地獲得了威廉姆斯車隊正式車手的身份（雖然只被當作二號車手看待），此前人们一直看好经验更加丰富的马丁·布兰德尔和米卡·哈基宁。希爾在1993年第二站的巴西大獎賽中，僅次於巴西本土的國寶級車手艾爾頓·冼拿得到該站亞軍，成為他生平第一次拿到錦標賽積分與站上頒獎台。在當年的賽季中，希爾曾在很多個分站收到來自車隊的指令，要求他主動讓出位置給該隊的第一車手保魯斯，但縱使如此他仍然在該年的賽季中拿下多次起跑第二的順位與亞軍獎盃。1993年的第8站法國大獎賽中希爾拿到生平第一次起跑竿位，但车队指令阻止了他挑战本站的胜利。。他在第11站的匈牙利大獎賽中替代拿到起跑桿位卻在暖胎圈起步瞬間熄火而被迫以末位起跑的保魯斯，毫無瑕疵地拿下該站冠軍，成為他個人第一次的分站冠軍，以及，自1950年F1世界錦標賽開辦後，首次有冠軍車手第二代拿到分站冠軍的先例。事實上，匈牙利大獎賽可以說是希爾最擅長的一場比賽，除了在這裡締造個人的初勝紀錄之外，在接下來的6年直至退休為止，希爾每年都能在匈牙利拿到積分，包括另外一次的冠軍與三次亞軍，更不用說在1997年時，駕駛C級的亞勒士賽車在此處差點奪冠的經典演出。
希爾在接下來的比利時與義大利大獎賽中連續又拿下兩次冠軍，最後以全年度積分69分拿下1993年的年度季軍，而在他前面的兩位車手，保魯斯與冼拿，則都是身經百戰的多屆世界冠軍。他已經完全證明只要有適當的好車，他的競爭實力是不容忽視。
1994赛季
1994年賽季，法蘭克·威廉士再次上演簽下一位世界冠軍逼走另一個世界冠軍的戲碼，這次是洗拿加入，保魯斯以四度世界冠軍的頭銜宣布退休永久卸除車手身份，而希爾再次因為類似情況獲得威廉姆斯車隊二號車手的位置。只是，這一年他的二號車手位置沒維持很久。1994年賽季國際汽車聯盟（FIA）大幅改變了比賽的技術規則，限制所有原本用在F1賽車上的電腦駕駛輔助設計，例如循跡控制系統、防鎖死煞車系統與主動式懸吊等先進技術全遭到禁用。由於規則大改那一年的F1賽車操控性與前一年截然不同造成各隊車手們的適應問題，嚴重意外頻傳，西姆鐵克車隊（Simtek）的車手羅蘭德·拉岑伯格在第三站的聖馬利諾大獎賽排位賽中以超過320公里/小時的高速在長直線末端撞牆，成為自1986年以來F1場上第一起死亡車禍。令人惋惜的是他並非該站比賽唯一的受害者，第二日頗受各方愛戴、喻稱為當代車神的洗拿也在一個高速左彎中失控飛出車道，劇烈地撞上路旁的水泥牆，搶救多小時無效終告返魂乏術。
1994年第5站的摩納哥大獎賽中，索伯車隊的車手卡爾·溫靈格（Karl Wendlinger）亦在練習意外中頭部受創昏迷多日。在這慘重的教訓之後FIA意識到車手安全的重要，逐年提升相關方面的要求，因此冼拿也成為F1史上迄今（2012年）為止最後一個在比賽場上因意外死亡的車手。在那場比賽中威廉姆斯只派出希爾一位車手參賽，沒有馬上找人取代冼拿的位子。一直到第五站的西班牙大獎賽中，才派出原本的試車手大衛·庫塔參賽，而第一次擔負起車隊第一車手的希爾，也不負所託在該站拿下一個分站冠軍，雖然四方傳言曾經一度離開場上的前世界冠軍曼塞尔，極有可能重返F1場上取代冼拿過世後遺留下來的空缺。
之後7站的法國大獎賽中文素真的回來了，不過重返F1賽場的曼塞尔，總體表現再也無法回復離開前那般俐落，在之後的半個賽季Williams-Renault FW16賽車的狀況漸入佳境，希爾趁著班尼頓車隊的麥可·舒馬克連續因為無視黑旗判罰被取消兩場比賽資格的空檔，拿下了五次分站冠軍而逐漸追上開賽時曾連贏四場、累積大幅度勝差的舒馬克，結果到了最後一站澳大利亞大獎賽開賽前，舒馬克只擁有1分的勝差，以92分勉強領先希爾的91分，還沒開賽硝煙味就已瀰漫四處。起跑時原本是該站竿位的文素沒有掌控好被舒馬克與希爾雙雙超越，兩人展開一場長達36圈的激烈追逐戰，直到第36圈時本來已經拉開一點領先距離的舒馬克在一個彎道稍微失手爬上路邊的草皮。雖然他立刻將車拉回跑道，但已足以被希爾追上變成接近肩並肩的狀態，在接下來的彎道中冒險率先切入彎道內線的希爾沒能有效恫嚇舒馬克退讓，結果舒馬克的Benetton-Ford B194賽車騎上希爾的FW16騰空飛起，也一同重創了FW16的前懸吊，變成兩敗俱傷雙雙退場的局面，而讓舒馬克得以無分保送替班尼頓車隊拿下歷史紀錄上最後一次的年度車手冠軍。事實上，希爾的冒險在事後被證明是很不必要的，因為早在滑出草皮時舒馬克就已經弄壞他的懸吊，縱使當時希爾不搶著去卡位超前，他也會自動因為車輛故障而慢下或甚至退賽。正由於這緣故，兩位冠軍爭奪者在事後互相指責對方，希爾認為舒馬克既然已經弄壞車子失去競爭力，就不應該以兩敗俱傷的方式狡猾地搶下世界冠軍，而舒馬克則認為賽車場上因為搶道而發生碰撞是正常的競爭意外，他頂多只是判斷錯誤而已，完全與運動道德無關。那次的事件讓希爾與舒馬克兩人結下很深的冤仇，在接下來的幾年之間不斷可以看到類似的戲碼重複。
至於1994年閉幕賽的分站冠軍，則是被漁翁得利的文素搶到了。那一站成為這位英國車手生平最後一次的分站冠軍，隔年他就正式退休從此沒再返回F1跑道上。
1995赛季

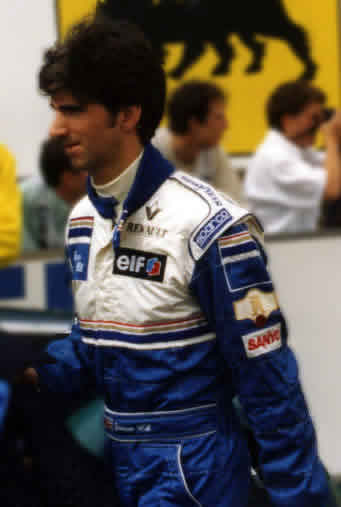
希尔在1995法国大奖赛

1995年賽季，威廉士車隊確定不再聘用文素而以庫塔作為第二車手，希爾第一次以第一車手的身份參與整個賽季的比賽。那一年FIA修改了技術規則將F1賽車的排氣量從3.5升降低到3.0升，而另一個大新聞則是威廉姆斯車隊的引擎供應商，法國的雷諾決定同時資助威廉姆斯與班尼頓兩個最有冠軍相的車隊，將兩隊間的勝敗因素，簡化成車手與車架的問題，也更進一步將希爾與舒馬克之間的競爭加溫。兩人曾分別在第8站的英國大獎賽與第12站的義大利大獎賽中擦槍走火撞車退場，這一年中希爾與他的FW17賽車表現不佳只拿到年度亞軍，舒馬克駕駛著他的最後一輛班尼頓賽車，提早在第14站的歐洲大獎賽中確定世界冠軍頭銜，準備在隔年離開原車隊投效當時狀況不是很好的F1元老車隊，法拉利。
1996赛季

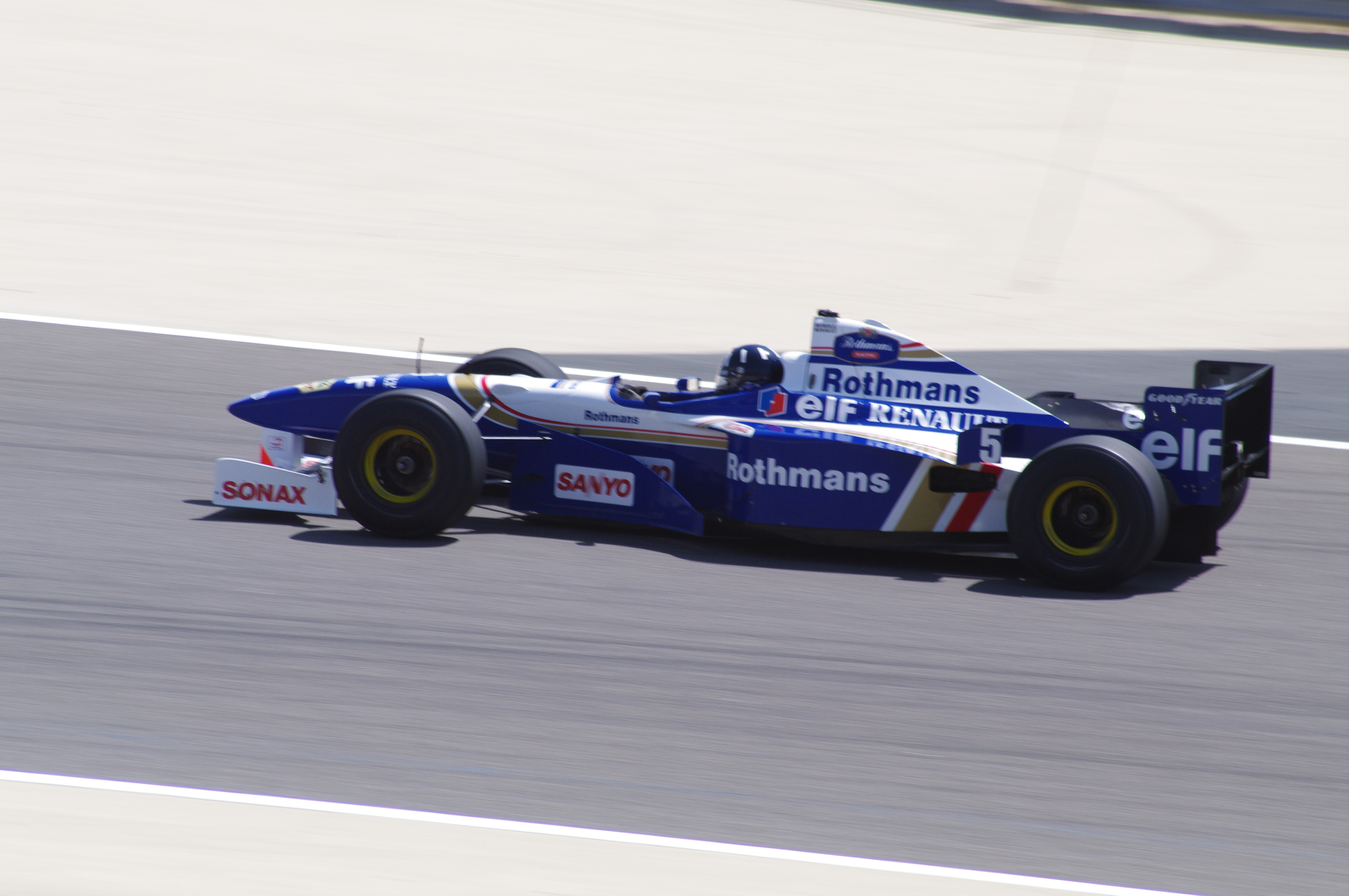
在2010年的巴林大獎賽的賽前活動中，希爾駕駛與他一起贏得1996年度總冠軍的威廉士－雷諾FW18出場進行示範表演。

1996年，當時賽場上唯一對希爾有威脅性的舒馬克，轉加入沈寂蕭條了非常長一段時間的法拉利車隊，該車隊正處於從百廢待舉中開始甦醒的狀態，短時間之內很難有太大的作為。但是，就如同當初希爾對他那些前任世界冠軍的前輩車手隊友造成威脅一樣，佛蘭克·威廉姆斯從美國的印地賽車場上找來了剛出爐的加拿大籍冠軍車手傑克·維倫紐夫（Jacques Villeneuve）與希爾同隊，結果又開了另一個F1界的新例——兩個F1冠軍車手的第二代，在同車隊搭檔——傑克的父親吉爾·維倫紐夫是曾經效力於法拉利車隊的另一位F1傳奇人物，但是卻在1982年時一場嚴重的賽道意外中重傷，隨後過世。
很顯然在1996年的賽事中，一直到賽季結束前威廉士車隊都沒有決定車手順位的問題。雖然性能優越的Williams-Renault FW18賽車讓兩位車手聯合包辦了當年大部分的分站冠亞軍，但是單站冠軍8次的希爾，仍然沒辦法從菜鳥車手的隊友手上討到太多便宜，後者以4次單站冠軍但較少退場的穩定表現緊追在後，結果變成直到最後一站日本大獎賽開賽前，都還分不出最後勝負的情況。閉幕站開賽時暫時領先9分的希爾雖然佔有積分優勢，但如果在那場比賽中他沒能完賽、隊友的維倫紐夫卻得到冠軍，仍然會發生奇蹟逆轉的事件。不過，原本以竿位起跑而且表現很不錯的維倫紐夫最後竟是以右後車輪在直線道末端無故脫離車體，撞上圍牆後一飛沖天還差點傷到觀眾的離譜結局退場。戴蒙希爾終於靠著97分的年度積分，以36歲的高齡（相對於場上其他小他5到10歲的車手），拿下他畢生唯一的一次世界冠軍。

#### 跌入谷底——飞箭车队（1997年）

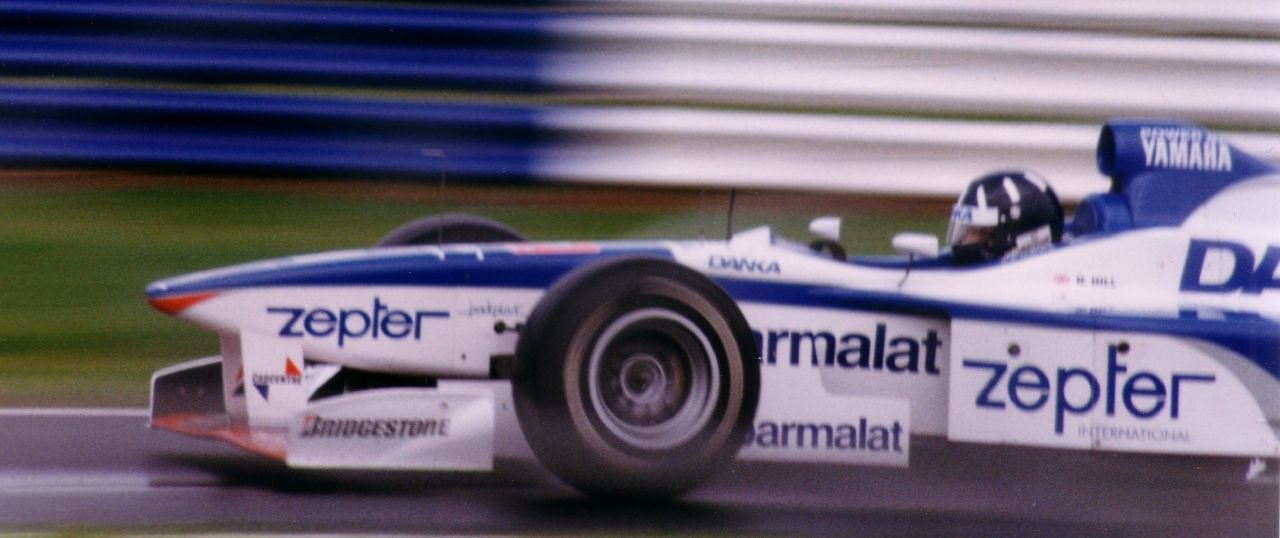
在1997英国大奖赛中，希尔首次为飞箭夺得积分。

不過，勝利的果實對於希爾來說不全然都是甜美的，因為早在倒數第二站的葡萄牙大獎賽後，希爾就已經宣布他沒有獲得威廉姆斯車隊的續聘，被迫離開車隊。由於他被告知這決定的時機太晚，當時場上所有一線車隊的空缺都已被佔盡，因此反而變成剛出爐的世界冠軍可能會失業的尷尬狀況。還好，搶在隔年開賽前，向來與希爾交情不錯的亞勒士車隊（Arrows）幕後老闆湯姆·沃金蕭（Tom Walkinshaw）提供了一個缺額給希爾，雖然Arrows A18賽車的性能絕對無法與希爾過去開慣、性能一流的威廉士賽車相提並論，但也有一種聲音認為，希爾接下這挑戰性十足的新位子，反而比留在威廉士有機會證明他的冠軍是因為個人的實力，而非因為威廉士的車太好使然。
一如預期的，在1997年賽季大部分的場次，希爾都是在被以前手下敗將一圈圈追過的窘境之下度過。唯一的一場、也是最為人所津津樂道的一場例外，是第11站的匈牙利大獎賽，也就是希爾在4年前第一次拿到第一次冠軍的幸運跑道。這條匈牙利賽道是一條很有名的低速多彎跑道，大馬力高性能的賽車在這賽道上不見得能佔有很大的優勢，但是車手個人的駕駛技巧卻相形重要。所以在這種地利人和的情況下，希爾駕駛著總體表現差人一大節的Arrows A18奇蹟似地在計時預賽中跑出第三名，只落後給老對手與老隊友舒馬克與維倫紐夫，他先是趁著起跑時單數位置的路面比較乾淨、摩擦力較好的優勢超過維倫紐夫，然後在一陣近距離的追逐戰之後，在第11圈時以C級隊伍水準的A18賽車超越A級強隊的法拉利賽車，然後一路領先直到比賽快要完結時。可惜的是倒數第3圈時A18的液壓系統故障，讓希爾的變速箱無法換檔而慢了下來，原本儲存累積了32秒之久的勝差不夠逃離被維倫紐夫追上的命運，而以分站亞軍收場。雖然有點可惜，但希爾仍然替飛箭車隊與第一年參賽的日本輪胎供應商普利司通拿下有史以來第一個大獎賽獎盃，順道也證明了他自己的確有別人無法抹滅的技巧實力。

#### 萌生退意——乔丹车队（1998年–1999年）
1998赛季

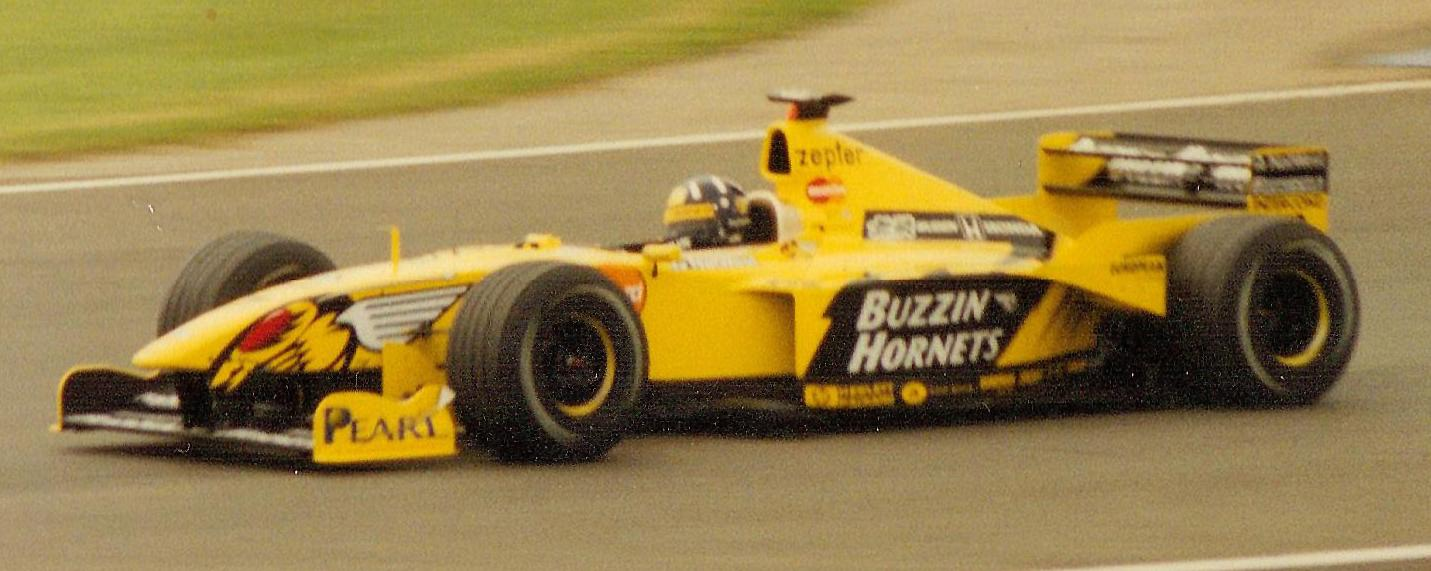
1999年英國大獎賽中，希爾駕駛喬登賽車出戰。

1998年，希爾加入喬丹車隊，新一個年度許多針對車輛技術規格進行的規則改變，意味著這一年之中各車隊的實力應會有大洗牌的情況。在F1界以玩樂主義者出名的埃迪·喬丹（Eddie Jordan）擁有一個當時被歸類為還有點競爭力的B級隊伍，不過在前半年的比賽中表現得不如預期，直到賽季中期才逐漸克服耐用性問題開始有起色。這一年第13站的比利時大獎賽發生了著名的「斯帕停车场」事件，當天氣候向來不是很穩定的比利時斯帕賽道大雨滂沱，賽會卻錯誤性地決定讓車手們依照標準的靜止起跑方式展開比賽，結果大部分的車手都因為視線不良看不清前方，在起跑後的第一個右彎中追撞成一團，牽連車輛數多達15輛（F1比賽中標準參賽數量是22輛車），一時之間破碎的車體、輪胎與各種顏色的定風翼板四射，比賽當然也因此暫停，賽會舉出紅旗決定整備後重新開跑。希爾因為起跑時的失誤步伐嚴重落後，結果卻僥倖閃開在他附近失控的車輛，沒被捲入連環車禍中。雖然在大車禍後大部分的車手都換上後備賽車參加第二次起跑，但因為天氣在整場比賽中都沒有好轉過，因此各種車禍或失控事件頻傳，甚至變成一場比賽撞毀的賽車比起跑數量還多的怪異現象（因為很多車手在那場比賽中撞毀兩輛車）。原本競爭力就很不錯（計時賽成績第三）的希爾在穩紮穩打與其他前排車手陸續失手退賽的情況下，終於拿下該站的冠軍，也成為喬登車隊成軍以後的第一個冠軍獎盃。
1999赛季
1998年賽季希爾總共獲得20分的年度積分，夾在老東家威廉士車隊的維倫紐夫（20分）與海因茨-哈拉爾德·弗倫岑（Heinz-Harald Frentzen，17分）之間，拿到年度車手第6名。接下來的1999年賽季，希爾雖然繼續替喬登車隊出賽，擁有與前一年相同的資源，但卻失去了繼續拼鬥的心情。在屢次的機械故障與失誤出場之下，只能靠零星的積分點數，累積到賽季結束時的7分。1999年的最後一站日本大獎賽是希爾的告別賽，但希爾卻在鈴鹿賽道著名的湯匙彎處失手損失了前定風翼，在進站更換了一個新的車頭後，以最後一名的順位重回賽道。眼看著在那場比賽中有所作為的機會渺茫，他在第21圈時毅然決定將車開回維修區棄賽。在同一個賽季中，與他駕駛相同賽車的佛蘭岑拿下54點積分獲得年度總排名季軍的優秀成績，證實喬登的賽車性能其實很好，希爾真的是無心戀棧想掛冠求去。

## 評價
一般來說，在許許多多的一級方程式賽車手之間，戴蒙·希爾向來被認為是一個比較安靜少捲入不必要糾紛、饒富幽默感、很有拼鬥決心、有運動精神的車手，可惜的是他在最後一年比賽中鬥志全失的作法讓人有點晚節不保的印象。以駕駛風格來說，希爾是個智慧型、表現很穩定的車手，他的竿位獲勝（Pole-to-Win）表現非常好，擅長在領先的狀態下穩當無缺點地拉開差距，因此被追越超車的比例不高，但是在落後時追越其他對手的能力卻沒有比同場競爭的其他一線車手優秀。
以一線車手來說他多少缺乏了一些天才車手必備的冒險精神，這可能是他之所以經常被父親格拉厄姆·希爾的陰影籠罩的原因——相比之下格拉厄姆可就激烈閃亮許多，再加上他在意氣風發的頂峰時英年早逝，而締造了世人難忘的傳奇感覺。

## 历年成绩
| 賽季 | 車隊                                 | 出賽 | 桿位 | 最快圈速 | 分站冠軍 | 頒獎台 | 積分 | 年度排名 |
| ---- | ------------------------------------ | ---- | ---- | -------- | -------- | ------ | ---- | -------- |
| 1992 | 布拉罕（Brabham Judd）               | 2    | 0    | 0        | 0        | 0      | 0    |          |
| 1993 | 威廉士－雷諾（Williams Renault）     | 16   | 2    | 4        | 3        | 10     | 69   | 第三名   |
| 1994 | 威廉士－雷諾 （Williams Renault)     | 16   | 2    | 6        | 6        | 11     | 91   | 第二名   |
| 1995 | 威廉士－雷諾（Williams Renault）     | 17   | 7    | 4        | 4        | 9      | 69   | 第二名   |
| 1996 | 威廉士－雷諾（Williams Renault）     | 16   | 9    | 5        | 8        | 10     | 97   | 世界冠軍 |
| 1997 | 亞勒士－山葉（Arrows Yamaha）        | 16   | 0    | 0        | 0        | 1      | 7    | 第12名   |
| 1998 | 喬丹－無限本田（Jordan Mugen Honda） | 16   | 0    | 0        | 1        | 1      | 20   | 第6名    |
| 1999 | 喬丹－無限本田（Jordan Mugen Honda） | 16   | 0    | 0        | 0        | 0      | 7    | 第11名   |

## 个人生活
在賽車場之外的私生活中，戴蒙·希爾與妻子喬琪總共擁有四個孩子，分別是奧利佛（Oliver）、約書亞（Joshua）、塔碧莎（Tabitha）與蘿西（Rosie）。其中奧利佛是唐氏症（Down's Syndrome）病患，因此希爾夫婦長期以來一直是唐氏症相關的慈善活動之支持者。
希爾熱愛音樂，他在少年時代開始嘗試參加摩托車競賽之前，曾經參加過一個名叫「性，希特勒與賀爾蒙」（Sex Hitler and the Hormones）的龐克搖滾樂團，擔任吉他手的位置。
從F1賽場上退休後，2001年時希爾在英國華威（Warwick）開設了一家BMW汽車的經銷商賣起新車，之後又在2003年時涉入奧迪汽車的銷售網路。
2012年至2024年希尔是英国天空体育旗下一级方程式频道的主持人和评论员。